# شعار ليبيا
شعار ليبيا حاليا والذي يمثّل المجلس الوطني الانتقالي، أنشئ في ظل ثورة 17 فبراير التي أطاحت بنظام الجماهيرية.
استخدمت ليبيا قبل ذلك شعار كان عبارة عن صقر يظهر في وسطه اللون الأخضر وهو شعار نظام الجماهيرية الذي كان حاكمًا في ليبيا حتى 23 أغسطس 2011.

## معرض الصور